# Michael Daub
Michael Daub (* 7. Mai 1973 in St. Ingbert, Saarland) ist ein deutscher Journalist, Moderator und Sprecher.

## Leben
Daub wuchs im saarländischen St. Ingbert auf. Seine ersten Radioerfahrungen sammelte er beim Offenen Kanal in Saarbrücken, wo er von 1990 bis 1998 regelmäßig moderierte. Nebenbei war er als Sprecher für Werbespots tätig. 1998 wechselte er ins grenznahe Bitsch, wo er für den deutsch-französischen Sender Radio Studio 1 tätig war und während einer Moderation von Hermann Stümpert entdeckt wurde. Im März 2000 wechselte Daub zu RTL Radio nach Luxemburg, wo er zunächst als freier Mitarbeiter tätig war. Dort absolvierte er anschließend ein klassisches Hörfunkvolontariat. Nach dessen Abschluss war Daub weiter für den Sender in der Moderation und Werbedisposition tätig, bevor er im August 2003 zu Rockland Radio nach Pirmasens wechselte. Dort war er erst als Morgenmoderator tätig, um später als Chef vom Dienst das regionale Studio des Senders in Mainz aufzubauen und redaktionell zu leiten. Am 1. April 2008 wechselte Daub zur Radio Group und baute den lokalen Sender Radio Pirmasens auf. Unter seiner Programmverantwortung wurde der Sender in seinem lokalen Sendegebiet zum Marktführer ausgebaut.
Daneben war und ist er als Sprecher für Werbespots, Imagefilme, Off, Synchron, Hörbuch oder DJ tätig und stand als Comedian auf der Bühne. Darüber hinaus gibt er Seminare für Radiomacher und Interessierte und übernimmt immer wieder Moderationen für verschiedene Radiosender. Redaktionell unterstützt er den Sender RPR1.
Nach dem Ausstieg bei Radio Pirmasens ist Daub selbständig und schreibt als freier Mitarbeiter für die Pirmasenser Zeitung sowie den Pfälzischen Merkur. Daub war außerdem Herausgeber eines monatlichen regionalen Magazins mit dem Namen „Schaufenster“. Den gleichnamigen Verlag hat er Anfang 2014 von den ursprünglichen Herausgebern übernommen. Das Magazin mit bunten Themen und einer Auflage von 10.000 monatlichen Exemplaren erschien im Landkreis Südwestpfalz. Im Schaufenster Verlag erscheinen auch andere Publikationen wie Gründermagazine und Sachbücher. Im Frühjahr 2015 stellte Daub die Produktion des Magazins wegen Unrentabilität wieder ein, er ist weiter Inhaber des Verlages. Des Weiteren unterstützt er Firmen in ihrer Öffentlichkeitsarbeit und berät diese auch bei der Optimierung ihrer Werbemaßnahmen; darunter die Handelskette WASGAU AG, die Sutters Fleischwaren AG, sowie für die  Saarmesse GmbH und die internationale Schuhmesse in Frankfurt. Seit November 2016 moderiert Michael Daub zweimal pro Woche für den Reutlinger Regionalsender Neckaralb Live und betreibt ein Webradio mit dem Namen Wasgau Radio.
Michael Daub ist Vater einer Tochter aus erster Ehe und lebt in Pirmasens. Er ist seit Juli 2012 mit der Journalistin Tanja Daub verheiratet. Beide haben einen Sohn.